# Tomasz Ilnicki
Tomasz Ilnicki (ur. w 1813, zm. w 1866) – główny kasjer Wydziału Skarbu Rządu Narodowego w 1863 i 1864.
Prawnik z wykształcenia, pracował w Banku Polskim. Mieszkanie jego w Warszawie stało się dzięki jego żonie Marii Majkowskiej salonem literackim, gdzie spotykały się najwybitniejsze postacie życia kulturalnego miasta. W 1861 był jednym z powołanych przez Delegację Miejską konstabli, pilnujących porządku w Warszawie. Od lipca 1863 wszedł do Wydziału Skarbu rządu powstańczego, kolejno jako referent i kasjer. W swoim mieszkaniu przechowywał kasę główną. 
6 kwietnia 1864 aresztowany, w wyniku ciężkich badań przyznał się do pełnionych przez siebie funkcji, ale nikogo nie wydał. Włączony do procesu Romualda Traugutta znalazł się w grupie 15 oskarżonych o kierowanie powstaniem i skazanych orzeczeniem Audytoriatu Polowego na karę śmierci. Namiestnik Królestwa Polskiego gen. Fiodor Berg złagodził mu karę do 15 lat ciężkich robót na Syberii. Pracował w żupach solnych w Usolu. W tym okresie urodził mu się syn - Stanisław. Zamordowany w celach rabunkowych.